# ميخائيل غول
ميخائيل غول هو لاعب هوكي الجليد كندي، ولد في 28 أبريل 1973 في لا شين في كندا.

## وصلات خارجية
- ميخائيل غول على موقع دوري الهوكي الوطني (الإنجليزية)
- ميخائيل غول على موقع قاعة مشاهير الهوكي (لاعب أن.إتش.أل) (الإنجليزية)
- ميخائيل غول على موقع EliteProspects.com (الإنجليزية)
- ميخائيل غول على موقع HockeyDB.com (الإنجليزية)
- ميخائيل غول على موقع Hockey-Reference.com (الإنجليزية)